# Chandelier (Sia)
Chandelier è un singolo della cantautrice australiana Sia, pubblicato il 17 marzo 2014 come primo estratto dal sesto album in studio 1000 Forms of Fear.
Scritto dalla stessa Sia insieme a Jesse Shatkin e prodotto da Greg Kurstin, il brano è stato concepito come una denuncia dei costumi e del «luccichio e la fatica della vita di una ragazza festaiola». John Walker di MTV ha fatto leva sul contenuto oscuro del brano «che tocca il confine tra la celebrazione e l'autodistruzione non appena diventa indistinto». Dal punto di vista musicale, si tratta di una ballad elettropop, che fa uso di sintetizzatori e di una base di percussioni, in una coesione di ritmi folk e musica elettronica.
Chandelier ha ricevuto quattro candidature ai Grammy Awards 2015, fra cui quelle come registrazione dell'anno, canzone dell'anno e miglior interpretazione pop solista.

## Descrizione
Il brano è il primo singolo da solista della cantante pubblicato a distanza di quattro anni dal suo predecessore, We Are Born. Dopo aver firmato in veste di autrice numerosi successi per altri artisti, Sia ha deciso di rivitalizzare la propria carriera solista, preparando il suo sesto album di inediti, da cui ha estratto Chandelier, disponibile nei negozi di dischi e negli store digitali dal 16 marzo 2014.
Sia ha rivelato di aver inizialmente scritto il brano per Rihanna o Beyoncé, per poi decidere di tenerlo per se stessa. La melodia ha preso forma con Sia al pianoforte, mentre Greg Kurstin e Jesse Shatkin suonavano la marimba in studio.

## Video musicale
Il video musicale ha come protagonista la ballerina statunitense Maddie Ziegler, voluta fortemente da Sia per le sue capacità acrobatiche. Rappresenta una versione bambina della cantante stessa e, per questo motivo, indossa una parrucca bionda.
Per il video, la cantante ha ottenuto due candidature agli MTV Video Music Awards nelle categorie video dell'anno e miglior coreografia, aggiudicandosi il secondo premio. Il 5 dicembre 2014 sono state annunciate le nomination ai Grammy Awards 2015 e il video di Chandelier ha ricevuto una nomination come miglior video.

## Tracce
Download digitale
1. Chandelier – 3:36

CD promozionale (Regno Unito)
1. Chandelier – 3:36
2. Chandelier (Instrumental) – 3:36

Download digitale – Remixes
1. Chandelier (Four Tet Remix) – 4:30
2. Chandelier (Plastic Plates Remix) – 4:27
3. Chandelier (Cutmore Club Remix) – 5:08
4. Chandelier (Hector Fonseca Remix) – 6:26
5. Chandelier (Liam Keegan Remix) – 5:15
6. Chandelier (Dev Hynes Remix) – 3:43

Download digitale – Piano Version
1. Chandelier (Piano Version) – 4:00

CD singolo (Europa)
1. Chandelier (Album Version) – 3:36
2. Chandelier (Four Tet Remix) – 4:31

## Formazione
Musicisti
- Sia – voce
- Greg Kurstin – batteria, chitarra, mellotron, pianoforte
- Jesse Shatkin – batteria, tastiera e programmazione

Produzione
- Sia – produzione esecutiva
- Greg Kurstin – produzione, ingegneria del suono
- Jesse Shatkin – produzione, ingegneria del suono
- Manny Marroquin – missaggio
- Chris Galland, Delbert Bowers – assistenza missaggio
- Emily Lazar – mastering

## Classifiche

### Classifiche settimanali
| Classifica (2013-14) | Posizione massima |
| -------------------- | ----------------- |
| Australia            | 2                 |
| Austria              | 2                 |
| Belgio (Fiandre)     | 8                 |
| Belgio (Vallonia)    | 2                 |
| Canada               | 6                 |
| Danimarca            | 6                 |
| Finlandia            | 5                 |
| Francia              | 1                 |
| Germania             | 10                |
| Italia               | 2                 |
| Lussemburgo          | 4                 |
| Norvegia             | 4                 |
| Nuova Zelanda        | 3                 |
| Paesi Bassi          | 27                |
| Polonia              | 1                 |
| Regno Unito          | 6                 |
| Spagna               | 3                 |
| Stati Uniti          | 8                 |
| Svezia               | 4                 |
| Svizzera             | 2                 |

### Classifiche di fine anno
| Classifica (2014) | Posizione |
| ----------------- | --------- |
| Italia            | 15        |
| Stati Uniti       | 25        |